# John Hodgman
John Hodgman, né le 3 juin 1971 à Brookline dans le Massachusetts est un acteur et humoriste américain.

## Biographie
John Hodgman est un auteur, acteur et humoriste américain.
En plus de ses œuvres écrites publiées, telles que The Areas of My Expertise, More Information Than You Require et That is all, il est notamment connu pour sa participation à la campagne publicitaire humoristique intitulée Get a Mac, diffusée de 2006 à 2010, où il personnifie un ordinateur PC en contraste d'un Mac incarné par l'acteur Justin Long.
Il est marié à Katherine Fletcher depuis 1999.

## Filmographie

### Cinéma
- 2008 : Baby Mama de Michael McCullers : médecin spécialiste en fertilité
- 2009 : Coraline de Henry Selick : Charlie Jones / L'autre père: (voix)
- 2009 : The Invention of Lying  de Ricky Gervais et Matthieu Robinson : superviseur de mariage
- 2010 : The Best and the Brightest de John Shelov : Henry
- 2011 : Arthur, un amour de milliardaire  de Jason Winer : responsable de la confiserie
- 2013 : Movie 43 de Peter Farrely : Pingouin (comics)le Pingouin
- 2015 : Pitch Perfect 2 de Elisabeth Banks : Tone Hanger

### Télévision
- Depuis 1996 : The Daily Show
- 2009-2011 : Bored to Death de Jonathan Ames : Louis Green : (saison 1 à 2)
- 2011 : Moves : The Rise of the Rise of the New Pornographers
- 2015 : Blindspot de Martin Gero : Jonas Fisher
- Depuis 2019 : La Bande à Picsou : Crésus Flairsou
- 2024 : Skeleton Crew (série TV)

## Publicité
De 2006 à 2009, John Hodgman interprète le rôle du « PC » dans la campagne publicitaire Get a Mac de la marque Apple. Ces spots humoristiques comparent un ordinateur Macintosh (incarné par Justin Long) avec un PC Windows incarné par Hodgman.
John Hodgman reprendra ce rôle lors de plusieurs sketchs diffusés au cours des conférences Apple, notamment celle de 2007 (WWDC 2007) où son personnage fait mine de prendre l’identité de Steve Jobs puis de Phil Schiller et tente de fermer Apple, mais aussi à d'autres conférences jusqu’en 2020.